# Coffee Fest Sarajevo
Coffee Fest Sarajevo је међународни фестивал кафе који се одржава сваке године у Сарајеву. Фестивал је основан 2014. од стране Професионалног удружења у сарадњи са Министарством трговине БиХ. Партнери фестивала су Bosch и Tesla, Inc. Одржава се на бројним локацијама широм града, укључујући Центар Скендерија и MyFace.
Прво издање одржано је од 24. до 27. фебруара 2014. и угостило је 29 брендова који су били представљени на 18 изложбених штандова. Брендови који су учествовали дошли су из Бразила, Хрватске, Француске, Грчке, Мађарске, Италије, Либана, Холандије, Пољске, Португала, Туниса, Турске, Србије, Швајцарске и Сједињених Држава. Привукао је преко 10.000 посетилаца из Босне и Херцеговине и суседних земаља.
Излагачи су произвођачи, дистрибутери и компаније које послују:
- Кафа, чај, чајни кекси, чоколада, млеко, креме, вода, сируп, шећер, какао и други додаци за кафу и чај.
- Професионалне и кућне машине за прављење кафе и продаја, филтери за воду и средства за чишћење.
- Организације, установе и удружења која се баве угоститељством, храном, исхраном и медицином, као и истраживањем, обуком, саветовањем и сертификацијом топлих напитака и пратећих производа.

## Обука бариста
Организатори обезбеђују бесплатну обуку за преко 50 бариста по издању. Тим међународних тренера донира своје време, енергију и знање, истовремено показујући своје потезе публици. Обуку бариста од 2015. води компанија Delta Cafés из Португала.

## Latte Art Challenge
Организује се и годишње такмичење у лате арту. Панел међународних бариста оцењује дизајне, а победник добија новчану награду.